# Dieges
Dieges är en huvudsakligen litteraturvetenskaplig och filmvetenskaplig term som betecknar det som berättas, i motsats till vad som visas, mimesis. Ordet kommer från grekiskans diegesis som betyder "berättelse".

## Användning

### Inom film
Den narrativa världen inom fiktionen, som gör anspråk på realism sägs vara diegetisk. Hit hör ljud eller musik som ska uppfattas som del av den fiktiva verkligheten, och verkar höras på plats i den filmade situationen (trots att ljud och dialog ofta bearbetas eller spelas in i efterhand). Som icke-diegetiskt (mimetiskt) räknas främst musik som existerar bara på ljudspåret, som alltså filmpubliken hör men inte rollfigurerna. Men också för- och eftertexter är icke-diegetiska inslag. Tankar eller minnen räknas som diegetiska ljud då de existerar inom rollfiguren som hör dem. Detsamma gäller berättarröster där en karaktär berättar, då denna röst existerar inom filmens ram.

### Andra områden
Inom musikteatern används termen för att beteckna en sång som även av de medverkande rollfigurerna uppfattas som sång. Flera av sångerna i musikalen Sound of Music är diegetiska. I filmmusikalen Cabaret är alla sånger diegetiska; de låtsas vara äkta scenframträdanden eller sånger som på annat sätt naturligt framförs i handlingen. Filmmusikaler som exempelvis Yentl och Dancer in the Dark har bara icke-diegetiska sånger som ska föreställa huvudpersonens tankar, eller "inre sång".
Dieges kan även tillämpas inom datorspelsdesign, där diegetiska ljud (såsom samtal mellan virtuella karaktärer eller attacker utförda med olika vapen) skiljs från de icke-diegetiska (såsom ljudeffekter vid poängsamling eller byte av spelnivå). Här kan även talas om visuell dieges, i form av menyer och chattfönster som icke-diegetiska inslag (alltså bara synliga för spelaren och åskådaren) kontra den diegetiska bilden (som spelarens avatar uppfattar). Vissa spel, exempelvis Dead Space-serien och Borderlands 2, har gjort försök med att låta de vanligen icke-diegetiska spelmenyerna för spelarens inventarie (tillhörigheter) representeras som diegetiska hologramskärmar i spelvärlden.

## Intra- och extradiegetisk
Inom till exempel film och litteratur avser intradiegetiska händelser eller figurer sådana som förekommer inom den värld som presenterats.
Extradiegetiska händelser eller figurer är sådana som förekommer utanför en presenterad idévärld, det vill säga i verkligheten.
Skillnaden mellan dessa kan betecknas med ontologisk status. Det som är inom en påhittad berättelse befinner sig i en ontologisk status av fiktion och det som är utanför befinner sig inom en ontologisk status av verklighet. Vad gäller sagoromanen Sagan om Ringen, så är huvudpersonen Frodo intradiegetisk, då han befinner sig inuti romanens fiktiva universum, medan författaren till Sagan om Ringen, J.R.R. Tolkien, som inte ingår dess fiktiva universum, är extradiegetisk.